# Calle de Pi i Margall
La Calle de Pi i Margall (en catalán: Carrer de Pi i Margall) es una vía pública de Barcelona que inicia en la Plaza de Joanic y finaliza 700 m al norte, en la Plaza de Alfonso X, interseccionando con la Ronda del Guinardó. La calle, que atraviesa el barrio de Gracia Nueva (distrito de Gracia) en diagonal a la retícula Cerdà, se encuentra en pendiente con un desnivel aproximado de 30 m entre su parte baja y alta (desde los 60 hasta los 90 m s. n. m.). El último tramo de la calle, a partir de la Calle Cerdeña, se introduce en el barrio de Bajo Guinardó (distrito de Horta-Guinardó). Su nombre es en honor a Francisco Pi y Margall, presidente de la Primera República Española en 1873.

## Historia
La calle se comenzaría a urbanizar alrededor de los años 1930, en terrenos que antiguamente pertenecieron a la extensa hacienda Cal Comte. Fue concebida por el Plan Cerdà con el nombre de «Vía P» (nombre entre 1917 y 1934). También recibió los nombres de Sabino d’Arana (entre 1934 y 1939) y General Sanjurjo (entre 1939 y 1979). Con el advenimiento del periodo democrático, tras la Transición española, la calle recibió su nombre del político catalán Pi i Margall, que además cuenta con otro espacio público en su honor (el Homenaje a Pi i Margall, en el centro de la Plaza de la República).